# Leon "Ndugu" Chancler
Leon "Ndugu" Chancler, ameriški bobnar in glasbeni pedagog, * 1. julij 1952, Shreveport, Louisiana, † 3. februar 2018, Los Angeles, Kalifornija, ZDA
Ndugu Chancler je bil svetovno znani ameriški pop, funk in jazz bobnar, studijski glasbenik, skladatelj, producent in univerzitetni profesor.

## Biografija
Rodil se je 1. julija 1952 kot zadnji izmed sedmih otrok materi Rosie Lee in očetu Henryju Nathanielu Chanclerju. Leta 1960 se je družina preselila v Los Angeles, Kalifornija. Bobne se je Leon pričel učiti, ko je bil star trinajst let. Javno je govoril, da je bil večkrat poslan iz učilnice, ker je z rokami bobnal po mizi, z bobnanjem pa je nadaljeval kasneje na hodniku. Njegova ljubezen do bobnanja se je razvila med obiskovanjem šole Gompers Junior High School in je kmalu postala njegova življenjska ambicija. Maturiral je na Locke High School in bil tačas močno vpet v igranje v skupini. Igral je z Willijem Bobom in s sekstetom Harolda Johnsona. Diplomiral je iz glasbe na California State University, Dominguez Hills. Do takrat je že sodeloval z izvajalci kot sta Gerald Wilson Big Band, Herbie Hancock in snemal z Milesom Davisom, Freddiejem Hubbardom in Bobbyjem Hutchersonom.
Herbie Hancock ga je povabil v svojo skupino, a je Ndugu vabilo zavrnil, ker je želel dokončati šolanje na kolidžu, vseeno pa je leta 1970 kot gost na tolkalih sodeloval pri snemanju Hancockovega albuma Mwandishi.
Leta 1974 je kot studijski bobnar sodeloval pri snemanju albuma Borboletta, skupine Santana, po snemanju pa je v skupini na mestu bobnarja zamenjal Michaela Shrieva in s Santano posnel še naslednji album Amigos, ki je izšel leta 1976. Poleg bobnanja se je pri skupini uveljavil tudi kot skladatelj, skupino pa je zapustil istega leta in se skupini ponovno pridružil leta 1988 na turneji z Waynom Shorterjem in tako s Santano in Shorterjem istega leta nastopil na Montreux Jazz Festivalu. Nastop je bil posnet in je izšel leta 2007 pod imenom Live at the Montreux Jazz Festival 1988.
Pomladi 1975 je bil Ndugu v studiu Wally Heider Studios z Jeanom Lucom Pontyjem, v sosednji sobi pa je vadila skupina Weather Report. Joe Zawinul je Nduguja nato vprašal, če bi se udeležil snemanja z njimi. Snemanje je trajalo cel teden in iz posnetkov je nastal album Tale Spinnin'. Zawinulu je Ndugujevo igranje slišal že s Santano in bilo mu je všeč, zato si je močno prizadeval, da bi Ndugu postal član Weather Report, Ndugu pa je vabilo zavrnil, ker je želel ostati pri Santani.
Konec 70. let je Chancler ustanovil svojo funk-pop skupino The Chocolate Jam Co., s katero je posnel dva albuma zatem pa se je posvetil karieri studijskega glasbenika.
V nadaljnji karieri je kot studijski glasbenik snemal jazz, blues in pop glasbo, posnel je tudi bobne pri skladbi "Billie Jean", ki je izšla na albumu Thriller Michaela Jacksona. Leta 1982 je prejel nominacijo za grammyja za najboljšo Ritem & Blues skladbo "Let It Whip", po kateri je znana skupina The Dazz Band. Sodeloval je še s številnimi znanimi glasbenimi izvajalci kot so George Benson, Stanley Clarke, The Crusaders, George Duke, Herbie Hancock, John Lee Hooker, Hubert Laws, Thelonious Monk, Jean-Luc Ponty, Lionel Richie, Kenny Rogers, Patrice Rushen, Frank Sinatra, Donna Summer, The Temptations in Tina Turner.
Leta 2006 je postal docent jazza na Univerzi Južne Kalifornije, vsako poletje pa je tri tedne poučeval na delavnici Stanford Jazz Workshop v Kaliforniji. Bil je tudi član Percussive Arts Society.

## Osebno življenje in smrt
Skozi svojo kariero je Chancler sebe imenoval kot Leon (Ndugu) Chancler, včasih pa kot Ndugu Chancler. Beseda "ndugu" v svahiliju pomeni "zemeljski brat", član družine ali tovariš.
Ndugu je bil aktiven v svoji cerkvi, nanj pa so vplivali številni možje, ki so pomagali pri oblikovanju njegovega življenja po smrti očeta, ko je ta imel 13 let. Njegov starejši brat Londell mu je bil v veliko oporo. Ko je njegova mati zbolela za diabetesom je Ndugu skrbel zanjo vse do njene smrti leta 1994.
Ndugu je imel enega sina Rashona Chafica Chanclerja z Vicki Guess. Družina mu je bila pomembna in bil je boter večjemu številu otrok.
Umrl je za rakom prostate 3. februarja 2018 na svojem domu v Los Angelesu v starosti 65 let.

## Izbrana diskografija
| Miles Davis - Miles Davis at Newport 1955-1975: The Bootleg Series Vol. 4 (2015) Michael Jackson - Thriller (1982) - Bad (1987) Eddie Harris - Excursions (1966–73) Hampton Hawes - Universe (1972) - Blues for Walls (1973) Joe Henderson - The Elements (1974) Harold Land - Damisi (1972) - Choma (Burn) (1972) | Azar Lawrence - Bridge into the New Age (1974) Julian Priester - Love, Love (1973) Santana - Borboletta (1974) - Amigos (1976) - Live at the Montreux Jazz Festival 1988 (2007) Lalo Schifrin - No One Home (1979) Weather Report - Tale Spinnin' (1975) |